# Трав'янка (рослина)
Трав'янка (Tofieldia) — невеликий рід квіткових рослин, описаний як рід у 1778 році. Він широко розповсюджений у більшій частині Європи, Азії та Північної Америки.
Назва Tofieldia вшанує пам'ять британського ботаніка Томаса Тофілда.
В Україні росте трав'янка чашечкова (Tofieldia calyculata).

## Види
1. Tofieldia calyculata (L.) Wahlenb.
2. Tofieldia cernua Sm.
3. Tofieldia coccinea Richardson
4. Tofieldia divergens Bureau & Franch.
5. Tofieldia furusei (Hiyama) M.N.Tamura & Fuse
6. Tofieldia glabra Nutt.
7. Tofieldia himalaica Baker
8. Tofieldia nuda Maxim.
9. Tofieldia okuboi Makino
10. Tofieldia pusilla (Michx.) Pers.
11. Tofieldia thibetica Franch.
12. Tofieldia yoshiiana Makino